# Mount Walsh National Park
Mount Walsh National Park är en park i Australien. Den ligger i delstaten Queensland, omkring 230 kilometer nordväst om delstatshuvudstaden Brisbane. Mount Walsh National Park ligger 546 meter över havet. Arean är 107 kvadratkilometer.
Trakten runt Mount Walsh National Park är nära nog obefolkad, med mindre än två invånare per kvadratkilometer.. Närmaste större samhälle är Biggenden, omkring 12 kilometer norr om Mount Walsh National Park.
I omgivningarna runt Mount Walsh National Park växer huvudsakligen savannskog. Genomsnittlig årsnederbörd är 1 212 millimeter. Den regnigaste månaden är mars, med i genomsnitt 257 mm nederbörd, och den torraste är september, med 21 mm nederbörd.